# Associação Brasileira de Música e Artes
A Associação Brasileira de Música e Artes (Abramus) é uma associação de gestão coletiva de Direitos Autorais sem fins lucrativos, fundada em 1982, para defender os direitos autorais dos artistas das classes Musical, Dramaturgia e das Artes Visuais. É uma das 7 associações que administram o ECAD.  
A Abramus tem mais de 100 mil titulares, sendo a maior associação de direitos autorais do Brasil, além de ser a única das associações vinculadas ao Ecad que trabalha com os segmentos de Artes Cênicas (teatro e dança) e Artes Visuais (através da Autvis).
A Abramus possui escritórios espalhados pelo Brasil, sendo eles em São Paulo (sede), Bahia, Brasília, Ceará, Goiás, Mato Grosso do Sul, Minas Gerais, Paraná, Pernambuco Rio de janeiro e Rio Grande do Sul.
A Abramus encerrou 2023 com R$ 364.799.160,00 de faturamento e um crescimento de 4,31% em relação ao ano anterior, com uma participação de mercado em 30%.

### Corpo Diretivo
A ABRAMUS é administrada por um corpo diretivo composto por profissionais da área artística e de gestão. A atual diretoria (2025) é formada pelos seguintes membros:
- Diretor Presidente: Danilo Candido Tostes Caymmi (Danilo Caymmi)
- Diretor Vice-Presidente: Sergio Manoel Ignacio Júnior (Sérgio Jr.)
- Diretora Secretária: Tiê Gasparinetti Biral (Tiê)
- Diretor Tesoureiro: José de Araújo Novaes Neto (Juca Novaes)
- Diretor: Carlos Eduardo Carneiro de Albuquerque Falcão (Dudu Falcão)
- Diretor: Ivan Guimarães Lins (Ivan Lins)
- Diretor: Jair Rodrigues Melo de Oliveira (Jairzinho)
- Diretora: Eliane Soares da Silva (Liah Soares)
- Diretor: Hugo de Araújo Soares

## História
Foi fundada em 1982 por um grupo de músicos, liderado pelo saxofonista Demétrio Santos Lima, com o objetivo principal de defender os direitos autorais dos artistas da classe musical do país, carentes de orientação efetiva para o uso regularizado de seus trabalhos.